# Блоки (расширение языка Си)
Блоки (англ. blocks) — расширение языков программирования C, C++, Objective-C, не описанное в стандартах этих языков и созданное фирмой Apple. Расширение позволяет создавать замыкания, используя лямбда-подобный синтаксис.
«Блоки» были созданы с целью облегчения написания приложений для платформы Grand Central Dispatch, но могут использоваться и на других платформах. Apple реализовала «блоки» в собственной ветке компилятора GCC. Для компиляторов LLVM создана библиотека времени исполнения.
«Блоки» похожи на функции:
- могут принимать аргументы и возвращать значения;
- могут иметь локальные переменные;
- могут вызываться, как и обычные функции;
- имеют адреса, которые могут использоваться как обычные указатели на функцию (то есть, указатели на «блоки» могут храниться в переменных, могут передаваться в функции).

В отличие от функций:
- внутри «блоков» могут использоваться переменные, доступные функции, внутри которой создавался «блок».

Для работы с блоками компилятор генерирует дополнительный код. В процессе выполнения программы для каждого создаваемого блока этот код создаёт скрытый объект. Объект содержит следующие поля:
- ссылка на код блока;
- значения локальных переменных, доступных функции, внутри которой блок был создан.

Чтобы сообщить компилятору о том, что в переменной будет храниться адрес «блока» (а не обычной функции) следует использовать особое ключевое слово. Ключевое слово не требуется, если «блок» и переменная находятся в одной области видимости.

## Пример
В следующем примере функция MakeCounter создаёт блок и возвращает указатель на него.
```
#include
 
<stdio.h>

#include
 
<Block.h>

// создание псевдонима для типа «указатель на блок»

typedef
 
int
 
(
 
^
 
IntBlock
 
)
 
();

IntBlock
 
MakeCounter
 
(
 
int
 
start
,
 
int
 
increment
 
)
 
{

	
__block
 
int
 
i
 
=
 
start
;

	

	
return
 
Block_copy
(
 
^
 
{

		
int
 
ret
 
=
 
i
;

		
i
 
+=
 
increment
;

		
return
 
ret
;

	
}
 
);

	

}

int
 
main
 
()
 
{

	
IntBlock
 
my_counter
 
=
 
MakeCounter
(
 
5
,
 
2
 
);

	
printf
(
 
"First call: %d
\n
"
,
 
my_counter
()
 
);

	
printf
(
 
"Second call: %d
\n
"
,
 
my_counter
()
 
);

	
printf
(
 
"Third call: %d
\n
"
,
 
my_counter
()
 
);

	

	
// освободить память, выделенную при создании блока для хранения скрытого объекта

	
Block_release
(
 
my_counter
 
);

	

	
return
 
0
;

}

```

Программа напечатает следующее.
```
First call: 5
Second call: 7
Third call: 9

```

Команда для компиляции примера с помощью компилятора clang:
```
clang
 
-fblocks
 
blocks-test.c
 
-lBlocksRuntime

```